# O zittre nicht, mein lieber Sohn
Pour les articles homonymes, voir Air de la Reine de la nuit.

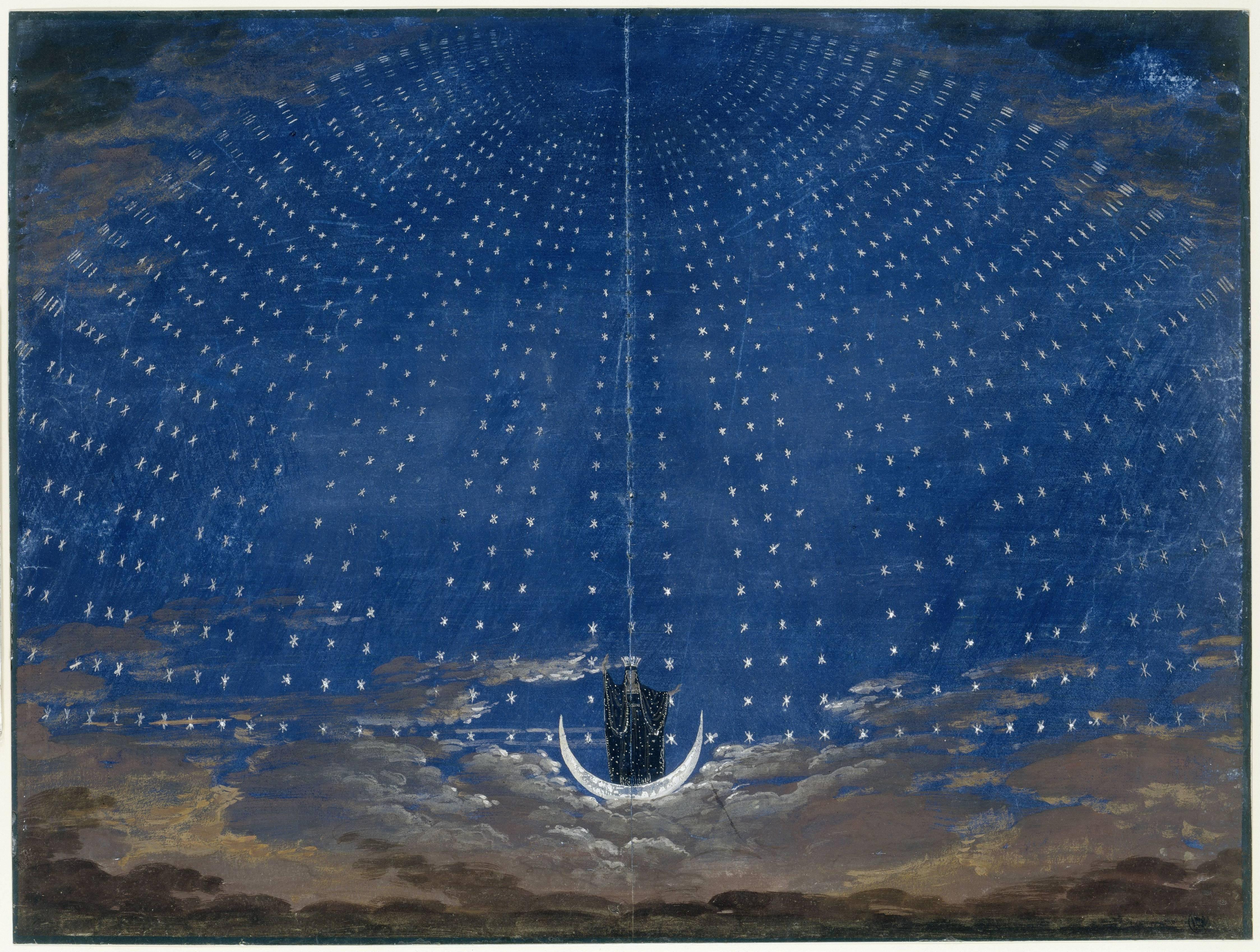
Proposition de mise en scène pour la première apparition de la Reine de la Nuit (Karl Friedrich Schinkel, Berlin, 1815).

O zittre nicht, mein lieber Sohn (littéralement Ne tremble pas, mon fils chéri !) est le premier air chanté par la Reine de la Nuit, un soprano, dans l'opéra de Mozart La Flûte enchantée (Die Zauberflöte). Le second air chanté par la Reine de la Nuit est Der Hölle Rache kocht in meinem Herzen.

## L'air
Cet air chanté par la Reine de la Nuit sert à illustrer la tristesse du personnage.

## La musique
La musique de cet air décrit le chagrin que ressent la Reine de la Nuit à l'idée que Pamina ne soit plus auprès d'elle. Ce chant est très difficile, l'interprète devant chanter avec violence et expressivité sans compter qu'il se termine par un véritable feu d'artifice de vocalises.

## Le texte
Le texte est tiré du livret en allemand de l'ami de Mozart, Emanuel Schikaneder, qui jouait aussi le rôle de Papageno lors de la première représentation.
| O zittre nicht, mein lieber Sohn, du bist unschuldig, weise, fromm – Ein Jüngling so wie du, vermag am besten, dies tiefbetrübte Mutterherz zu trösten. Zum Leiden bin ich auserkoren, denn meine Tochter fehlet mir. Durch sie ging all mein Glück verloren, ein Bösewicht entfloh mit ihr. Noch seh’ ich ihr Zittern mit bangem Erschüttern, ihr ängstliches Beben, ihr schüchternes Streben. Ich mußte sie mir rauben sehen, ach helft!, war alles was sie sprach – allein vergebens war ihr Flehen, denn meine Hilfe war zu schwach. Du wirst sie zu befreien gehen, du wirst der Tochter Retter sein. Und werd’ ich dich als Sieger sehen, so sei sie dann auf ewig dein. |  |  | Ne tremble pas, mon cher fils ! Tu es pur, sage et pieux. Un jeune homme tel que toi saura au mieux consoler ce douloureux cœur de mère. J’ai été condamnée à souffrir quand ma fille me fut ravie. Avec elle tout mon bonheur est perdu. Un scélérat l’a enlevée. Je la vois encore trembler, je vois son agitation apeurée, son anxiété, son effroi et ses vains efforts ! Je n'ai rien pu faire tandis qu'on l’enlevait. « Ah ! aidez-moi ! » fut tout ce qu’elle put dire, mais ses plaintes étaient vaines, car j’étais impuissante à l’aider. Tu iras la délivrer, tu sauveras ma fille, et si je te vois vainqueur, alors elle sera tienne pour toujours ! |